# Polygonatum zhejiangensis
Polygonatum zhejiangensis là một loài thực vật có hoa trong họ Măng tây. Loài này được X.J.Xue & H.Yao miêu tả khoa học đầu tiên năm 1994.